# Palais Caracciolo di Santobuono
Le Palazzo Caracciolo di Santobuono est un bâtiment monumental de Naples situé via Carbonara. 

## Histoire
Le bâtiment a été érigé par les princes de Caracciolo di Santobuono en 1584, sur l'emplacement d'un ancien château urbain, offert par le roi Robert d'Anjou à Landolfo Caracciolo dans les premières décennies du XIVe siècle . 
Le bâtiment, situé à un point stratégique, servait à la défense de la ville: il était en fait proche de la porte qui desservait le quartier épiscopal. Il était lié à l'histoire de la République napolitaine de Masaniello; il a ensuite été pillé et est devenu le fief du duc de Guise. En 1692, il a été restauré à nouveau, abritant ainsi une galerie de portraits remarquable. 
Au début du XVIIIè siècle, le palais hébergea le duc d’Elbeuf, initiateur des fouilles des villes d’Herculanum et de Pompéi, tandis qu'en 1799 le palais accueillait également le général Jean Étienne Championnet.  En 1815, le bâtiment a été complètement abandonné. Il a ensuite hébergé les bureaux du siège de la police pendant une courte période. 

## Description
Le palais a deux très hauts portails qui donnent accès à la cour à portiques avec des piliers en piperno (le cloître du XVIe siècle) et une seconde cour, maintenant un jardin extérieur. Il a quatre étages et à l'étage noble, il y a quelques traces d'un plafond décoré de fresques. 
Actuellement, il abrite un hôtel. 